# Sestao Sport Club
El Sestao Sport Club, S. A. D. fue un club de fútbol español, de la ciudad de Sestao en Vizcaya. Fundado en 1916, tras 80 años de historia, desapareció en el verano de 1996 a causa de los problemas económicos que arrastraba. Entre sus logros destacan las 17 temporadas que estuvo el club en Segunda División, llegando a rozar el ascenso a Primera División en 1987.
Tras su desaparición, fue fundado un nuevo club en Sestao, el Sestao River Club, que tomó el relevo como equipo representativo de esta localidad. Tradicionalmente al Sestao Sport se le apodaba «River». Este apodo le viene al Sestao porque en la temporada 1954/55 se logró el primer ascenso a Segunda División arrasando en su categoría, y casualmente vino a Europa el C. A. River Plate de Argentina, que hizo una gira triunfal, y por eso se le empezó a llamar al Sestao «River».
Al igual que el Sestao River, tenía como lema Algo más que el orgullo de un pueblo.

## Historia

### Orígenes y antecedentes
Situada a escasa distancia de la capital provincial, Bilbao, la localidad de Sestao era a finales del siglo XIX un importante centro metalúrgico con sede de varias empresas relacionadas con la fabricación de acero y derivados de entre las cuales destacaba Altos Hornos de San Francisco. A partir de 1912 comparte con la vecina Baracaldo la instalación de los Altos Hornos de Vizcaya y el municipio experimenta un fuerte crecimiento que se ve refrendado en 1915 con el astillero La Naval.
La pujanza de la sociedad sestaoarra crece a la par que el deporte y en la primera década del siglo XX la afición por el ciclismo, las traineras y los deportes tradicionales vascos se incrementa notablemente ocupando el ocio de la juventud. El fútbol hasta el momento ha sido una cuestión reservada a los británicos residentes en las fábricas locales y principalmente a la villa de Bilbao donde existen varias sociedades que practican este novedoso deporte. Los éxitos de uno de ellos a nivel nacional, el Athletic Club, no son ajenos en las localidades circundantes y bien pronto la influencia de los rojiblancos se hará sentir en la vecina Sestao.

### 1916-1920
El deseo de crear una entidad que abrace varias modalidades deportivas comienza a desarrollarse a mitad de los años diez y el fútbol se convierte, además de una de las elegidas, en una de las preferentes. La cultura de fomentar la higiene y la salud empieza a estar de moda y los primeros pasos de la Federación del Norte en torno a la regulación del fútbol regional vasco además del cántabro ya se han producido. La senda está abierta, todo es favorable y en 1916 se concreta la creación del Sestao Sport Club, una sociedad polideportiva que disfruta de fútbol, traineras, ciclismo y atletismo a partes iguales –sección esta última en la cual destaca el corredor de media distancia Amador Palma en los años veinte con varios Campeonatos de España–, y otras como el alpinismo.
Con su característica camisa verdinegra a franjas verticales y pantalón negro, el Sestao S.C. empieza desde la explanada de Las Llanas donde establece su terreno de juego a destacar en los campeonatos vizcaínos y, tras conquistar las series C y B, asciende al primer escalafón deportivo situándose entre los grandes de Primera Categoría Serie A a principios de los años veinte.

### 1920-1930
En esos años la sociedad sestaoarra acoge más de mil socios y numerosos son los campeonatos atléticos que algunos de sus integrantes obtienen a nivel nacional. El gran crecimiento del club y la aparición de otros clubs en la ciudad como el Racing Club o el San Pedro Sport –entidad que en su origen viste camisa azulgrana con pantalón negro y que en el futuro será un club importante–, provoca que bajo la presidencia de Ricardo Roda en 1923 la explanada de Las Llanas sea remozada y convertida en un gran estadio capaz de albergar a cerca de veinte mil espectadores tanto a pie como sentados. Durante esta década el club verdinegro milita en Primera Categoría y en alguna ocasión es capaz de derrotar al poderoso vecino Athletic Club, una entidad que da cobijo a algunos jugadores sestaoarras y que suele ser un acontecimiento celebrado con gran júbilo por su animosa afición, rivalizando además con otros grandes como el vecino Baracaldo F.B.C, Arenas Club de Getxo o el C.D. Alavés.
La afición por el fútbol en Sestao crece y hacen aparición numerosos clubs que compiten a nivel federado, como son: S.D. Kaiku, S.D. Chávarri, Rivas F.C., Español F.C. o el C.D. Siempre Adelante. Una vez creado el Campeonato Nacional de Liga en sus distintas categorías, el Sestao Sport consigue acceder un par de temporadas, 29/30 y 30/31, a disputar la Fase Final de Tercera División que no es más que un breve torneo para decidir quién asciende a Segunda División.

### 1930-1940
Con la llegada del profesionalismo los clubs poderosos aumentan su elitismo al distanciarse de los más modestos por sus grandes diferencias económicas y coincidiendo con el establecimiento de la II República los verdinegros pierden el potencial de antaño y descienden a Segunda Categoría Preferente la sesión 30/31, manteniéndose en esta división hasta la temporada 33/34 tras la cual recobran la Primera Categoría al crearse los campeonatos super-regionales, aunque su papel a nivel nacional no es destacado todavía a pesar de gozar de una excelente reputación. Pasarán por la presidencia de la sociedad verdinegra Fermín Rúa y Ángel Carreras entre otros.
Tras el comienzo de la Guerra Civil en julio de 1936, el club sufre un parón en su actividad, recobrándola lentamente a partir de 1938 una vez calmada la zona a nivel militar. En 1939 traspasa al Athletic Club al joven centrocampista de diecisiete años José Luis López Panizo, natural de Sestao, el cual llegará a ser internacional con la selección.

### 1940-1950
Finalizada la contienda y tras sus logros competicionales en la temporada 39/40, el Sestao Sport Club es invitado por las autoridades a formar parte de una Segunda División que ha sido ampliada en número de clubs participantes y grupos en un intento de normalizar la situación social de posguerra a nivel estatal, consiguiendo ser cuartos clasificados en el grupo que les es asignado. Esta transición es escueta y la fuerte reestructuración que sufre la categoría hace que en la siguiente campaña 40/41 luche en Tercera División quedando segundo y apeado de la Fase Final para dilucidar el ascenso a Segunda División.
En 1941 con la Ley promovida por el general Moscardó que suprime el uso de extranjerismos en las denominaciones cambia a Club Sestao, siendo este su nombre durante unos años. A nivel deportivo en la temporada 42/43 accede nuevamente a la Fase Final de Tercera División, siendo ésta la categoría en la que se establece durante el resto de la década manteniéndose sin excesivos problemas. Durante estos años surgen de su prolífica cantera numerosos jugadores que pasarán los unos a formar parte del Athletic Club y los otros a engrosar las filas de un buen número de clubs de primer orden nacional.

### 1950-1960
Pese a un titubeante inicio en la primera de las campañas de los años cincuenta, en la temporada 52/53 el club se proclama subcampeón de Tercera División con las miras puestas en el ascenso, pero en la Promoción queda quinto y colista perdiendo todas sus opciones. En la campaña siguiente, 53/54, coincidiendo con la recuperación del primitivo nombre de Sestao Sport Club, se proclama de manera brillante Campeón de Liga y asciende directamente a Segunda División ante la alegría de sus aficionados que al fin ven reconocidos sus méritos. En su reestreno de la temporada 54/55 dentro de la categoría de plata, la sociedad vizcaína presidida por Ildefonso Cortadi Garmendia tras un campeonato muy competido salva la categoría gracias al golaverage.
En la campaña 55/56 el club resulta decimoquinto y en teoría debería de haber descendido a una categoría inferior con las reglas de los torneos precedentes, pero la ampliación del número de participantes hace que continúe en Segunda División consiguiendo mantenerse durante cinco temporadas más. Finalizada la campaña 59/60 es decimocuarto –contando entre sus filas con el mítico portero Raimundo Pérez Lezama– y ha de defender su puesto en la Promoción frente al aspirante C.D. Manresa solventándose con éxito: 1-1 en la ida y 3-0 en Las Llanas; repitiendo puesto en la edición 60/61 pero esta vez con resultado adverso en la Promoción frente a la U.D. Cartagenera: 3-0 en la ida y 1-1 en Las Llanas.

### 1960-1970
Descendido a Tercera División, en los años sesenta la entidad sestaoarra consigue reunir buenas plantillas y mantiene un estatus deportivo importante en su ámbito de acción, intentando por todos los medios regresar a la categoría perdida, pero sus intentos en un grupo con mucho nivel son desesperadamente vanos. No obstante en la campaña 64/65 es segundo y promociona a la categoría superior eliminando al C.F. Gandía: 4-0 en casa y 3-0 en la ciudad valenciana; siendo eliminado por el Club Gimnástico de Tarragona: 3-0 en la ida y 2-0 en Las Llanas.
En la temporada 66/67 es nuevamente subcampeón, pero es eliminado a las primeras por el C. D. Lugo: 1-2 en casa y 1-1 en la capital gallega, cerrándose un decenio en el cual pese al pundonor demostrado los resultados no son los esperados. Pasarán en esta década por la presidencia de la sociedad José Manuel Esparza, Ángel San Miguel, Ignacio Delgado o Juan de Zubiaga entre otros.

### 1970-1980
En los años setenta se instala en una remozada Tercera División que adquiere una gran fortaleza con cuatro grupos de veinte participantes cada uno, resultando subcampeón en la sesión 71/72 en el que le corresponde tras el vecino Baracaldo C.F. Este puesto le permite promocionar como aspirante ante el Cádiz C. F. siendo eliminado: 1-2 en casa y 2-2 en el Ramón de Carranza.
En las campañas siguientes no consigue entrar en los primeros puestos aunque anda muy próximo a ellos como en la edición 75/76 en la que es tercero a tan solo dos puntos del primer puesto que ocupa el Pontevedra C.F. quien comparte puntuación con el Baracaldo C.F. En la temporada 76/77 es quinto y consigue una de las plazas que dan derecho a debutar para la siguiente 77/78 en la recién creada Segunda División B, una categoría intermedia de inquietante futuro en la cual se intenta recoger a lo mejor de las sociedades modestas. En esta categoría tiene un inicio complicado, consiguiendo asentarse en las posteriores campañas a base de tesón, y consiguiendo hacer buenas campañas como la 79/80 con el esfuerzo de la directiva de Jon de Zubiaga Urbina.

### 1980-1990
Iniciados los años ochenta la entidad verdinegra empieza a resurgir de sus cenizas y a alcanzar cierto nivel, destacando dos sendos cuartos puestos en las ediciones 81/82 y 82/83, entrenados esta última por José Manuel Esnal “Mané”. Pero el gran éxito llega en la campaña 84/85 dirigidos por Javier Irureta cuando se proclama Campeón de la categoría con holgura y asciende directamente a Segunda División A tras un cuarto de siglo ausente, gracias a la gestión en la presidencia de Juan José Azpitarte desde 1982. Esta misma sesión se proclama Campeón de la Copa de la Liga dentro de su grupo al derrotar en la Final al Pontevedra C.F.: empate de 1-1 logrado en tierras gallegas y victoria por 4-0 en la vuelta, celebrada en Las Llanas.
El conjunto verdinegro hace un buen papel en la campaña 85/86 finalizando en décimo puesto con un joven Ernesto Valverde en la delantera, pero casi inmejorable es la siguiente 86/87 en la que con un modestísimo presupuesto es capaz de alcanzar el cuarto puesto y coquetear con el ascenso a la Primera División del fútbol nacional, gracias a la labor del irunés Javier “Jabo” Irureta y contando entre sus filas con el gran defensa central Alberto Albístegui. Esta temporada es la famosa del play-off, un sistema competitivo que fracasó estrepitosamente, pero en el que el club sestaoaarra es capaz de quedar a dos puntos del ascenso a Primera División. En la temporada 88/89 se incorpora al banquillo Blas Ziarreta quien con el presidente Azpitarte forman un gran binomio. Los verdinegros se asientan en la competición y proporcionan jugadores a clubs de superior categoría como Mendilibar, Eduardo Estibariz o Jon García.

### 1990-1996
Al comenzar la década de los noventa la economía de la entidad sestaoarra empieza a presentar preocupantes síntomas de desequilibrio económico ante el elevado coste que supone mantenerse dentro de la categoría. Pese a ello, el club pelea con todas sus armas desde la humildad alcanzando el octavo puesto la sesión 90/91 con Paco Liaño en la portería y el defensa central Carlos García en su plantilla, y consigue desenvolverse varias temporadas en la categoría de plata. Sin embargo, tanto los intentos de su presidente como del técnico Nicolás Estefano, llegado en 1991, son baldíos. Desde 1992 y con la nueva Ley del Consejo Superior de Deportes, el club es obligado a transformarse en sociedad anónima deportiva, culminando tal proceso el 30 de junio con un capital de setenta millones de pesetas, pasando a ser Sestao Sport Club, S.A.D.
La campaña 92/93 será en la que desciende a Segunda División B al resultar decimonoveno clasificado tras pasar por el banquillo sestaoarra hasta cuatro entrenadores, destacando a Luis Astorga. La temporada 93/94 la disputa en Segunda División B con la vuelta al banquillo de Blas Ziarreta, consiguiendo la segunda plaza al final del torneo. Con el nuevo sistema competitivo establecido en 1990 entra en la Promoción, liguilla en la que es tercero tras un mal partido en casa frente al C.D. Orense. Al final es superado por estos y por el Real Jaén C.F., siendo colista la U.D. Atlético Gramanet. En la siguiente campaña, 94/95, el club se refuerza con jugadores de su área de influencia y con el binomio Azpitarte-Ziarreta queda en tercer puesto. En la Promoción la plantilla verdinegra echa el resto y en un grupo extremadamente igualado consiguen ser primeros por un escaso pero suficiente punto superando a Córdoba C.F., C.D. Castellón y C.D. Mensajero.
El club regresa a Segunda División A en la temporada 95/96 dentro de una campaña que se presenta dura a priori por cuanto se conserva profundamente debilitada a consecuencia de las pérdidas que se arrastran desde años anteriores y al tremendo esfuerzo que ha supuesto la Fase de Promoción de la temporada recién finalizada. Pese a todo, finalmente presenta la documentación requerida por la LFP y el club realiza unos cuantos fichajes y se presenta ilusionado con el ánimo puesto en mantenerse. Durante toda la sesión se ocupan puestos rezagados y finalmente, por escasamente dos puntos, no se consigue salvar la categoría, descendiendo a Segunda División B.
A este mal se une que la caja está vacía y el club no ha podido satisfacer las nóminas de gran parte de sus jugadores, siendo denunciado por estos y descendido nuevamente, ahora por vía administrativa, a Tercera División. Ante tan delicada situación, extrema y crítica, con una deuda acumulada de más de doscientos cincuenta millones de pesetas de la época, el club recurre a entidades como el Ayuntamiento de Sestao, empresarios de la localidad y demás con la esperanza de tapar el gran agujero formado en su caja. Ante la imposibilidad de encontrar un mecenas que se preste a tal labor y en medio de una crisis que afecta profundamente al sector siderúrgico –ese año se cierran los Altos Hornos de Vizcaya–, la directiva verdinegra mediante asamblea extraordinaria disuelve la SAD y el club sestaoarra desaparece.
Con una afición hundida moralmente ante la desaparición de una entidad con ochenta años de historia, ese verano de 1996 se crea el Sestao River Club, entidad creada con la firme convicción de rescatar el fútbol en la localidad y sustituir al Sestao Sport Club que históricamente tantas alegrías les proporcionó.

## Denominaciones
- Sestao Sport Club: (1916-41) Nombre oficial en su fundación.[1]
- Club Sestao: (1941-53) Tras la instauración del Estado Español se produce una castellanización de los anglicismos y son restauradas las alusiones monárquicas.
- Sestao Sport Club: (1953-92) Se recupera el nombre original.
- Sestao Sport Club, S.A.D.: (1992-96) Conversión de la entidad en una Sociedad anónima deportiva (S. A. D.).[2]

## Datos del club
DATOS:
- Temporadas en Primera División: 0
- Temporadas en Segunda División: 17
  - Más temporadas consecutivas en Segunda División: 8 (1985-1993)
  - Puesto más repetido en Segunda División: 14.º → 4 temporadas (temporadas 1954-55, 1956-57, 1959-60 y 1960-61)
  - Mejor puesto en Segunda División: 4.º (temporadas 1939-40 y 1986-87)
  - Peor puesto en Segunda División: 19.º (temporada 1992-93)
- Temporadas en Segunda División B: 10
  - Más temporadas consecutivas en Segunda División B: 8 (1977-1985)
  - Puesto más repetido en Segunda División B: 4.º → 2 temporadas (temporadas 1981-82 Y 1982-83)
  - Mejor puesto en Segunda División B: 1.º (temporada 1984-85)
  - Peor puesto en Segunda División B: 17.º (temporada 1977-78)
- Temporadas en Tercera División: 32 
  - Más temporadas consecutivas en Tercera División: 16 (1961-1977)
  - Puesto más repetido en Tercera División: 5.º → 7 temporadas (temporadas 1929-30, 1930-31, 1943-44, 1961-62, 1962-63, 1967-68 y 1976-77)

6.º → 7 temporadas (temporadas 1944-45, 1947-48, 1963-64, 1968-69, 1972-73, 1973-74 y 1974-75)
- - Mejor puesto en Tercera División: 1.º (temporadas 1953-54)
  - Peor puesto en Tercera División: 10.º (temporada 1951-52)
- Temporadas sin competir (Guerra Civil Española): 3
- Temporadas en Copa del Rey: 33 
  - Debut en Copa del Rey: 1943-44
  - Mejor clasificación en Copa del Rey: ?
- Puesto actual en la Clasificación histórica de 2ª División de España: 51 (actualizado hasta la temporada 2023-24)
- Puesto actual en la Clasificación histórica de 2ª División B de España: 120 (actualizado hasta la temporada 2023-24)
- Puesto actual en la Clasificación histórica de 3ª División de España: 254 (actualizado hasta la temporada 2020-21)

### Trayectoria histórica
- Nota: La Segunda División B fue introducida en 1977 como categoría intermedia entre la Segunda División y Tercera División.

### Resumen estadístico
Nota: En negrita competiciones activas.
| Competición                  | P.J. | Puntos | P.G. | P.E. | P.P. | G.F.  | G.C.  | D.G.  | Mejor resultado |
| ---------------------------- | ---- | ------ | ---- | ---- | ---- | ----- | ----- | ----- | --------------- |
|                              |      |        |      |      |      |       |       |       |                 |
| Segunda división             | 594  | 540    | 185  | 160  | 239  | 633   | 744   | - 111 | 4º              |
| Segunda división B           | 380  | 442    | 169  | 104  | 107  | 497   | 345   | + 152 | Campeón (1)     |
| Tercera división             | 894  | 1.063  | 443  | 177  | 274  | 1.678 | 1.182 | + 496 | Campeón (1)     |
| Campeonato de España de Copa |      |        |      |      |      |       |       |       |                 |
| Total                        |      |        |      |      |      |       |       |       | 2 Títulos       |

- A partir de la temporada 1995-96 las victorias valen 3 puntos.[4]

## Uniforme
- Uniforme titular: camiseta a cuatro franjas negras y tres verdes con pantalón y medias negras y detalles en verde.

- Uniforme alternativo: camiseta blanca con detalles en verde y pantalón verde con medias blancas.

### Historia y evolución
Tradicionalmente, el Sestao Sport Club ha vestido con camiseta verdinegra a franjas negras y verdes, pantalón y medias negras con detalles en verde. La elección de esos colores no tuvo nada de simbólico. Los autores de la exposición Sestao Sport River Club, 100 años contigo explicaron el probable origen en una tarde de junio de 1918, en casa de la pantalonera de la Iberia, Elisa Fernández, hermana del jugador Manuel Fernández. Tras probar varias combinaciones de telas, surgió casi por azar el verde con el negro, resultando ser la que más gustó, por lo que se eligió tanto para la bandera como para la camiseta del equipo.
No obstante, a lo largo de su historia los uniformes sufrieron algunos, aunque leves, cambios. Así, mientras entre 1916 y 1925 la zamarra verdinegra se caracterizaba por unas rayas verticales más estrechas, entre 1931 y 1944 éstas se ancharon hasta el punto de conformarse únicamente de dos rayas verticales verdes y una negra en el centro en 1931 y de cuatro, dos verdes y dos negras, en 1944.
Posteriormente, hacia 1962, se volvió en parte a los orígenes ya que se incluyeron siete rayas verticales, tres negras y cuatro verdes, algo que se mantuvo prácticamente hasta la década de los 80.
En 1987 llegó uno de los cambios más notables, con un total de hasta once franjas verdinegras que recorrían todo el uniforme, cuello incluido.
Por último, en 1996, el Sestao Sport volvió a las siete franjas verdinegras.

## Estadio

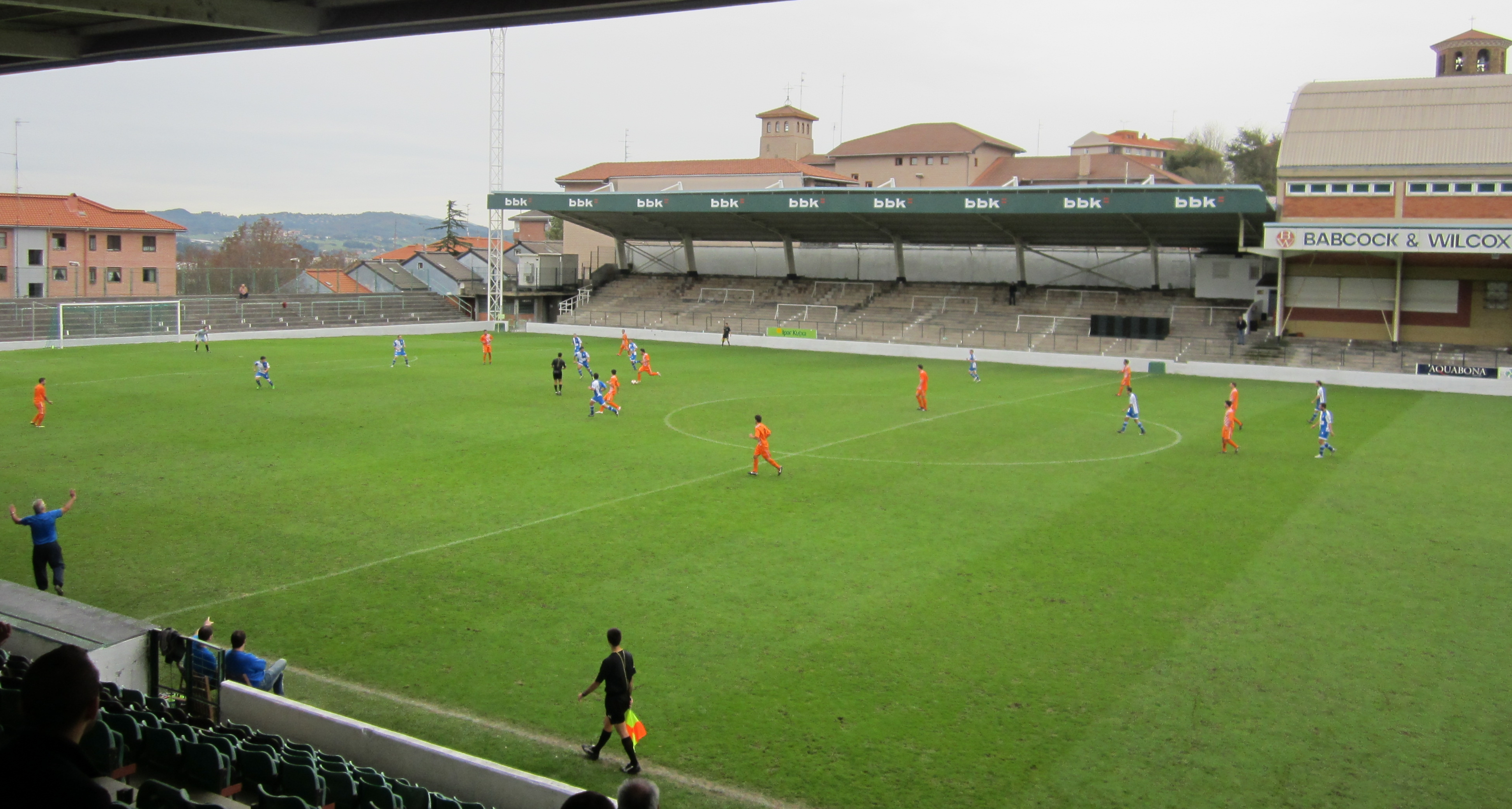
Un partido en el campo municipal de Las Llanas en 2013

### Campo municipal de Las Llanas
Dirección: Alameda Las Llanas, 10. Sestao, Vizcaya (España).
Teléfono: 94 496 07 29
Inauguración: 1923
Aforo: 8.900 espectadores
Dimensiones del terreno: 103 x 66 metros

### Instalaciones Deportivas Municipales de Galindo
Estas instalaciones, situadas en la calle Vía Galindo de Sestao, cuentan con un campo de hierba natural (102 x 63 metros) y otro de hierba artificial de tercera generación (101 x 61 metros), además de una zona de cuatro vestuarios para equipos y uno para árbitros.

### Antiguo estadio
- Explanada de Las Llanas (1917-1923).

## Jugadores

### Jugadores y entrenadores ilustres
| - Ernesto Valverde - José Luis Mendilibar Etxebarria - Javi González - Alberto Albístegui - Aitor Aguirre - Hermenegildo Elices - Javier Irureta - Blas Ziarreta - Andoni Aspiazu - Iñaki Villarejo (†) - Kali Garrido - Alfonso del Barrio - Jon García - Antonio Pérez (Toño) - Vicente Valle - Carlos García - Primitivo Soto | - Sabin Bilbao - Jesús María Bastida - Carlos Docando - Álvaro Iglesias - Gorriaran - Gonzalo - Echevarría I - Echevarría II - "Txato" Núñez - Luke - Raimundo Pérez Lezama - José Manuel Esnal - José Luis López Panizo - Iñaki Lafuente - Eduardo Estibariz - Paco Liaño | - Gaizka Toquero (Sestao River) - Koikili Lertxundi (Sestao River) - Joseba del Olmo (Sestao River) - Ibai Gómez (Sestao River) - Pape Diamanka (Sestao River) - Jito Silvestre (Sestao River) |

## Palmarés

### Torneos nacionales
- Liga de Segunda División B (1): 1984/85
- Copa de La Liga de Segunda División B - Grupo I (1): 1984/85
- Liga de Tercera División (1): 1953/54 (Grupo II)

| Competición                                           | Títulos  | Subcampeonatos                                         |
| ----------------------------------------------------- | -------- | ------------------------------------------------------ |
| Segunda División B (1/1)                              | 1984/85. | 1993/94.                                               |
| Copa de la Liga de Segunda División B - Grupo I (1/0) | 1984/85. |                                                        |
| Tercera División (1/6)                                | 1953/54. | 1940/41, 1945/46, 1952/53, 1964/65, 1966/67 y 1971/72. |

### Torneos regionales y locales
- Trofeo Ayuntamiento de Sestao
- Copa de Vizcaya
- Copa de Euskadi
- Trofeo La Sardina
- Trofeo Barakaldo

### Trofeos amistosos
- Trofeo Ategorri (Erandio): (2) 1970, 1973